# فاوستو جريسيني
فاوستو جريسيني (بالإيطالية: Fausto Gresini)‏ هو متسابق دراجات نارية إيطالي سابق فاز ببطولة سباق الجائزة الكبرى للدراجات النارية. نافس في سباقات بطولة العالم لفئة 125 سي سي.

## البطولات
- سباق الجائزة الكبرى للدراجات النارية 1985
- سباق الجائزة الكبرى للدراجات النارية 1987

## روابط خارجية
- فاوستو جريسيني على موقع MotoGP.com (الإنجليزية)
- فاوستو جريسيني على موقع CONI honoured athlete website (الإيطالية)